# 高脊外旗鳚
高脊外旗鳚（學名：Ekemblemaria lira），為輻鰭魚綱鳚形目煙管鳚科雙角鳚屬的一種，分布於東太平洋厄瓜多埃斯梅拉達斯海域，棲息在沿海淺水域，通常躲在蠕蟲空巢穴，雌魚產附著性卵，由雄魚守護魚卵，生活習性不明。